# 富士通中国システムズ
株式会社富士通中国システムズ（ふじつうちゅうごくシステムズ 英称:FUJITSU CHUGOKU SYSTEMS LIMITED、略称:FJCS）は、かつて存在した中国地方を主な活動地域とするシステムインテグレーター（メーカー系）。名称の通り富士通の100%子会社であった。旧・富士通鳥取システムエンジニアリングからの流れで「InfoSakyu」という名称で鳥取県の地域インターネットサービスプロバイダ事業も展開していた。
なお、同じく富士通の100%子会社であった株式会社富士通中部システムズ（英:FUJITSU CHUBU SYSTEMS LIMITED）の略称はFJCLであった。

## 概要
主に中国地方の製造業、流通業、サービス業、地方公共団体、医療機関、農業協同組合等にシステム・ソリューションの提供を行っている。

## 沿革
- 1983年8月1日　富士通中国システムエンジニアリングとして設立。（略称：FCE）
- 1984年10月22日　富士通鳥取システムエンジニアリングとして設立。（略称：FTT）
- 1991年12月1日　富士通中国システムエンジニアリングが富士通福山システムエンジニアリング（略称：FKE）を合併。富士通中国システムズに商号変更。（略称:FCK）
- 1995年10月1日　富士通中国システムズが富士通山口システムエンジニアリングを合併。（略称：FCY）
- 2004年12月1日　富士通中国システムズが富士通鳥取システムエンジニアリングを合併。（略称：FJCS）
- 2012年4月1日　富士通システムズ・ウエストに吸収合併。

## 事業所一覧
- 本社
  - 広島県広島市南区段原南一丁目3番53号（広島イーストビル）
- 山口事業所
  - 山口県山口市小郡黄金町2番21号（スクエア新山口ビル）
- 福山事業所
  - 広島県福山市東桜町1番21号（エストパルク）
- 鳥取事業所
  - 鳥取県鳥取市永楽温泉町271番地（朝日生命鳥取ビル）
- 東京オフィス
  - 東京都大田区南蒲田二丁目16番2号（テクノポート三井生命ビル）
- 大阪オフィス
  - 大阪府大阪市中央区城見二丁目2番6号（富士通関西システムラボラトリ）
- 米子オフィス
  - 鳥取県米子市明治町125番地（ニッセイ米子ワシントンビル）
- 下関営業所
  - 山口県下関市観音崎町12番10号（太陽生命下関ビル）

## 関連会社
- 株式会社富士通山口情報
- 株式会社富士通岡山システムエンジニアリング （経営連携）

## ISP事業
旧・富士通鳥取システムエンジニアリングからの流れで、鳥取県の地域インターネットサービスプロバイダとしても活動している。ブランド名は「InfoSakyu」（インフォサキュウ）。利用者が県外の出先でダイヤルアップ接続によるインターネットを使用する場合に於いては@niftyのアクセスポイントをローミングにて利用することが可能となっている。